# Pjotr Saltykov
Greve Pjotr Semenovitj Saltykov (ryska: Пётр Семёнович Салтыков), född 11 december 1700, död 29 december 1772, var en rysk militär som blev fältmarskalk 1759. Han var överbefälhavare över de ryska styrkorna under sjuårskriget. Han ledde armén under slaget vid Kay, där han besegrade den preussiske generalen Carl Heinrich von Wedel, och under slaget vid Kunersdorf och då han tillsammans med österrikaren Gideon Ernst von Laudon besegrade Fredrik den store.
Efter kriget blev 1763 han överkommendant i Moskva och gjorde flera upprustningar av stadens försvar samt öppnade ett barnhem på Katarina II:s order. Han säkrade stadens vintillgångar och kämpade även mot hasardspel.
Han avled på slottet Marfino utanför Moskva 1772.